# 貧盤菌科
貧盤菌科（學名：Hemiphacidiaceae），又譯作绿杯盘菌科、半星裂盤菌科，是子囊菌門錘舌菌綱柔膜菌目的一個科，於1962年由美國真菌學家理察·P·科夫定義。2008年統計本科共有26種物種，皆分佈於北半球的溫帶地區。本科物種大多沒有子座（stromata），子囊果為較小的子囊盤（apothecia），有時隱沒於基質中，側絲頂部可能稍有膨大，子囊孢子多具有隔膜，顏色透明或棕色，營養方式多為腐生，也有少數為針葉樹的病原菌或內生真菌。分子種系發生學的研究以rDNA序列分析柔膜菌目各類群間的親緣關係，發現貧盤菌科與核盤菌科、蠟盤菌科的關係最接近，三者共同組成一個單系群。

## 屬
- 绿散胞盘菌属（英语：Chlorencoelia） Chlorencoelia
- Fabrella（英语：Fabrella）
- Heyderia（英语：Heyderia）
- Korfia（英语：Korfia）
- Rhabdocline（英语：Rhabdocline）
- Sarcotrochila（英语：Sarcotrochila）